# Kallugudi, Harapanahalli
Kallugudi là một làng thuộc tehsil Harapanahalli, huyện Davanagere, bang Karnataka, Ấn Độ.